# Tommy John Surgery

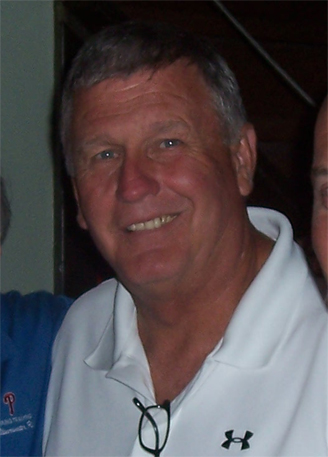
Der ehemalige Pitcher Tommy John (2008), nach dem die Operation benannt ist.

Die Tommy John Surgery ist eine Operation (englisch surgery) am Ellbogengelenk, bei der ein gerissenes Band an der Elle durch eine andere Sehne oder ein anderes Band ersetzt wird. Das neue Band wird dabei meist dem Handgelenk, Unterarm oder den Beinbeugern entnommen. Benannt wurde die Operation nach dem Baseballspieler Tommy John, der sich 1974 als erster Sportler dieser Operation unterzog.
Der Chirurg Frank Jobe nahm die Operation vorher nur an Polio-Patienten und Patienten mit Muskelschäden und durchtrennten Sehnen in den Händen vor. So gab er dem damaligen Pitcher der Los Angeles Dodgers auch nur eine maximal fünfprozentige Chance, nach der Operation wieder Baseball spielen zu können.
Doch die Operation vom 25. September 1974 und die nachfolgende Heilung verliefen ohne größere Komplikationen. 1976, im Alter von 33 Jahren, setzte John seine Karriere bis 1989 fort, ohne dabei ein weiteres Spiel wegen Ellbogenbeschwerden aussetzen zu müssen. In dieser Zeit gewann er mehr als 170 Spiele für die Dodgers, die New York Yankees, die California Angels und die Oakland Athletics.
Heute liegen die Heilungschancen bei etwa 85 %, die Dauer der Operation hat sich von vier Stunden auf knapp eine Stunde verkürzt. Die Heilungszeit bis zum nächsten Spiel beträgt – ähnlich einem Kreuzbandriss – meist ein Jahr.
Aufgrund der außergewöhnlich starken Belastung der Ellbogenbänder beim Pitchen im professionellen Baseball ist diese Verletzung und Operation vor allem unter professionellen Baseballspielern verbreitet. In den Vereinigten Staaten wurden jedoch 2003, alleine von James Andrews, einem der bekanntesten Chirurgen, 55 High School Pitcher operiert. In den letzten Jahren wurden aber auch Quarterbacks im American Football erfolgreich damit behandelt, u. a. die NFL-Spieler Jake Delhomme und Rob Johnson.